# La Guerre des satellites
Pour plus de détails, voir Fiche technique et Distribution.
La Guerre des satellites (War of the Satellites) est un film américain réalisé par Roger Corman, sorti en 1958.

## Synopsis
Les Terriens ont élaboré un plan pour coloniser l'espace en plaçant leur premier satellite en orbite, mais une race extra-terrestre, à la pointe de la technologie et opposée à une éventuelle propagation de la race humaine dans l'espace, détruit le satellite qui vient d'être mis en orbite depuis la Terre avec un bouclier constitué d'une force mystérieuse.
Ensuite, les extraterrestres tuent le Dr Pol Van Ponder, responsable du projet, qui avait découvert un moyen de traverser le mystérieux bouclier avec un nouveau lancement de fusée, et ils le remplacent par un clone. Les extraterrestres lancent alors un ultimatum aux Nations unies et au gouvernement des États-Unis pour les empêcher de poursuivre le projet. Ils mettent la Terre entière en quarantaine à l'aide d'un bouclier spatial. Les extraterrestres pensent que l'humanité est encore trop jeune pour coloniser l’espace. 
Le vaisseau spatial ayant été lancé, Dave Boyer, l'assistant de Van Ponder, découvre la nature non humaine de ce dernier.

## Fiche technique
- Titre original : War of the Satellites
- Titre français : La Guerre des satellites[1]
- Réalisation : Roger Corman
- Scénario : Jack Rabin, Irving Block et Lawrence L. Goldman
- Photographie : Floyd Crosby
- Musique : Walter Greene
- Pays de production :  États-Unis
- Format : Noir et blanc
- Genre : Science-fiction
- Durée : 66 minutes
- Dates de sortie :
  - États-Unis : 18 mai 1958
  - France : 23 septembre 1964[1]

## Distribution
- Dick Miller : Dave Boyer
- Susan Cabot : Sybil Carrington
- Richard Devon : Dr. Pol Van Ponder
- Bruno VeSota : Mr. LeMoine
- Mitzi McCall : Mitzi44

## Autour du film
Directeur artistique de Corman, Dan Haller a révélé dans une interview à quel point le décor intérieur du vaisseau spatial était peu coûteux, consistant en "quatre arches pour la fabrication des couloirs du vaisseau spatial ... et deux chaises longues. C'était tout le vaisseau"